# Mathilde Neesgaard
Mathilde Neesgaard Mogensen (født d. 2. april 1993 i Herning) er en dansk håndboldspiller, der siden 2024 spiller for HH Elite. Hun har tidligere optrådt for FCM Håndbold, TTH Holstebro, Ringkøbing Håndbold og Aarhus United.
I december 2021 blev det offentliggjort, at Neesgaard havde underskrevet en 3-årig aftale gældende til sommeren 2025 med Aarhus United. I 2021-22 sæsonen var hun topscorer i den danske kvindeliga. Hun var i samme sæson på årets hold. I sommeren 2023 valgte hun dog at skifte til den rumænske storklub CS Rapid București. Året efter vendte hun tilbage til Danmark og skrev en treårig kontrakt med HH Elite.
Hun har flere U-landsholdskampe på CV'et. Neesgaard fik i en alder af 30 år, debut for Danmarks håndboldlandshold den 11. april 2023 mod Sverige.